# Zatrucie jadem kiełbasianym
Zatrucie jadem kiełbasianym, botulizm (łac. botulismus; od botulus – kaszanka lub kiełbasa, rodzaj potrawy z surowego mięsa popularny wśród uboższych warstw ludności starożytnego Rzymu) – zespół toksycznych objawów wywołany działaniem wytwarzanego przez Gram-dodatnią, beztlenową bakterię Clostridium botulinum jadu kiełbasianego na organizm.
Do zatrucia dochodzi drogą pokarmową (spożycie pokarmów zawierających toksynę), a w wyjątkowych przypadkach także w przebiegu zakażenia bakteryjnego rany (botulizm przyranny).
Najczęściej źródłem zatrucia są konserwy, często mięsne, ale również jarzynowe czy rybne. Bywają to często przetwory wytwarzane w warunkach domowych lub przeterminowana lub niewłaściwie przechowywana żywność zakupiona w handlu. Jeśli wieczko jest wybrzuszone (bombaż), konserwa na pewno nie nadaje się do spożycia.
Spożycie występującej naturalnie np. w miodzie bakterii Clostridium botulinum może w bardzo rzadkich przypadkach spowodować u niemowląt poniżej pierwszego roku życia ciężką chorobę zwaną botulizmem dziecięcym, dlatego nie należy podawać miodu dzieciom poniżej 12 miesiąca życia. W tym przypadku choroba rozwija się nie na skutek działania toksyny botulinowej, ale z powodu namnażania się bakterii w ustroju.

## Objawy i przebieg
W przebiegu zatrucia występują 2 grupy objawów:
- objawy ze strony przewodu pokarmowego:
  - nudności
  - wymioty
  - zaparcia
  - bóle brzucha
- objawy toksycznego działania toksyny botulinowej:
  - osłabienie, bądź porażenie różnych grup mięśni
  - charakterystyczne i łatwo zauważalne jest opadanie powiek, nadające twarzy senny wyraz
  - podwójne widzenie

W ciężkich przypadkach zatruć może dojść do zatrucia śmiertelnego (10-25%) z powodu:
- niewydolności oddechowej
- zachłystowego zapalenia płuc
- zatrzymania akcji serca.

## Historia
W literaturze medycznej opisał to zatrucie w 1817 roku niemiecki lekarz i pisarz Justinus Kerner, który przeanalizował przypadek, jaki wydarzył się w 1793 w miejscowości Bad Wildbad, gdzie po spożyciu wędzonej kiełbasy zachorowało 13 osób, a 6 z nich zmarło. Powiązał on to zdarzenie z jadem, pojawiającym się w nieświeżych wędlinach. W 1869 inny niemiecki lekarz, H. Müller, opisał kilka epidemii takich zatruć, które zdarzyły się w I połowie XIX wieku i pierwszy wprowadził nazwę botulism jako określenie
jednostki nozologicznej. Bakterie odpowiedzialne za to zatrucie, Clostridium botulinum (dawniej Bacillus botulinum), odkrył i nazwał w 1897 belgijski bakteriolog Emile Pierre van Ermenghen.